# Мамокша
Мамокша (устар. Момакша) — река в России, протекает по Яранскому и Санчурскому районам Кировской области. Устье реки находится в 174 км по левому берегу реки Большой Кокшаги. Длина реки — 51 км, площадь водосборного бассейна — 645 км².
Исток реки находится в лесном массиве в 21 км к юго-западу от Яранска. Течёт на юго-запад, протекает село Матвинур и несколько небольших деревень. В низовьях выходит на пойму Большой Кокшаги, образует рукава и старицы. Впадает в Большую Кокшагу в посёлке Санчурск. Высота устья — 80,5 м над уровнем моря. Высота истока — 126,6 м над уровнем моря. Уклон реки — 0,9 м/км.

## Притоки (км от устья)
- река Ихтиалка (лв)
- 14 км: река Грязнушка (лв)
- река Турейка (пр)
- 18 км: река Ирыкш (лв)
- река Шердыш (пр)
- река Куртейка (пр)
- 33 км: река Тюмберь (лв)
- река Студёновка (лв)
- река Матюга (лв)

## Данные водного реестра
По данным государственного водного реестра России относится к Верхневолжскому бассейновому округу, водохозяйственный участок реки — Волга от Чебоксарского гидроузла до города Казань, без рек Свияга и Цивиль, речной подбассейн реки — Волга от впадения Оки до Куйбышевского водохранилища (без бассейна Суры). Речной бассейн реки — (Верхняя) Волга до Куйбышевского водохранилища (без бассейна Оки).
Код объекта в государственном водном реестре — 08010400712112100000640.